# 체이싱 파피
《체이싱 파피》(Chasing Papi)는 미국에서 제작된 린다 멘도자 감독의 2003년 멜로/로맨스, 코미디 영화이다. 로셀린 샌체즈 등이 주연으로 출연하였고 포레스트 휘태커 등이 제작에 참여하였다. 한 여성이 자신의 남자친구가 캘리포니아주 로스엔젤레스에서 세 명을 동시에 데이트하고 있는 것을 발견한다.

## 출연

### 주연
- 로셀린 샌체즈
- 소피아 베르가라
- 에두아도 베라스테구이
- 리사 비달
- D.L. 하이리
- 프레디 로드리게스

### 조연
- 이안 고메즈
- 다이아나 마리아 리바
- 카를로스 폰세

## 기타
- 공동제작: 일레인 다이싱어
- 공동제작: 넬리 누기엘
- 미술: 캔디 구테레스
- 의상: 살바도어 페레즈 주니어
- 배역: 체민 실비아 버나드